# (214869) 2007 PA8
(214869) 2007 PA8 est un astéroïde Apollon d'environ 1,6 km de diamètre qui est passé à environ 6,5 millions de km (17 distances lunaires) de la Terre le 5 novembre 2012. Il a été découvert le 9 août 2007 par le programme LINEAR et observé par le radar de Goldstone lors de son passage à proximité de la Terre, fournissant des images et d'autres données sur l'astéroïde, telles que sa période de rotation. Il est classé comme astéroïde potentiellement dangereux (PHA).